# Peggiopsis kempi
Peggiopsis kempi är en insektsart som först beskrevs av Frederick Arthur Godfrey Muir 1922.  Peggiopsis kempi ingår i släktet Peggiopsis och familjen Derbidae. Inga underarter finns listade i Catalogue of Life.